# Portail de la chapelle Saint-Georges-de-Bouillé d'Avranches
Pour les articles homonymes, voir Chapelle Saint-Georges.
Le portail de la chapelle Saint-Georges-de-Bouillé est le vestige d'une chapelle catholique situé à Avranches, en France.

## Localisation
Le portail est situé dans le département français de la Manche, dans le jardin des plantes d'Avranches.

## Historique
Ce portail est le vestige d'une chapelle construite à la fin du XIe siècle ou au début du XIIe au lieu-dit Bouillé, au bord de l'estuaire de la Sée, à l'ouest de l'actuelle commune du Val-Saint-Père, limitrophe d'Avranches. Il a été sauvé de la destruction par la Société d'archéologie et reconstruit dans le jardin des plantes d'Avranches en 1843. Le propriétaire de la chapelle, un dénommé Dupont, en a fait don et en a assuré le transport. Le site choisi dans le jardin des plantes offre une vue sur le mont Saint-Michel et sur la grève, en particulier sur le hameau de Bouillé. Le portail a conservé son orientation d'origine.

### La chapelle de Bouillé
La chapelle était dédiée à saint Georges et à saint Hubert. On y venait rechercher l'influence de saint Hubert pour le traitement de la rage : une clé (référence à la clé de Saint-Hubert) touchant la représentation du saint, par la suite chauffée et mise en contact avec la plaie, était censée apporter la guérison.
Le chapelain était nommé par l'évêque d'Avranches qui en percevait la dîme.

## Architecture
Le portail roman est inscrit au titre des monuments historiques depuis le 14 mai 1937.

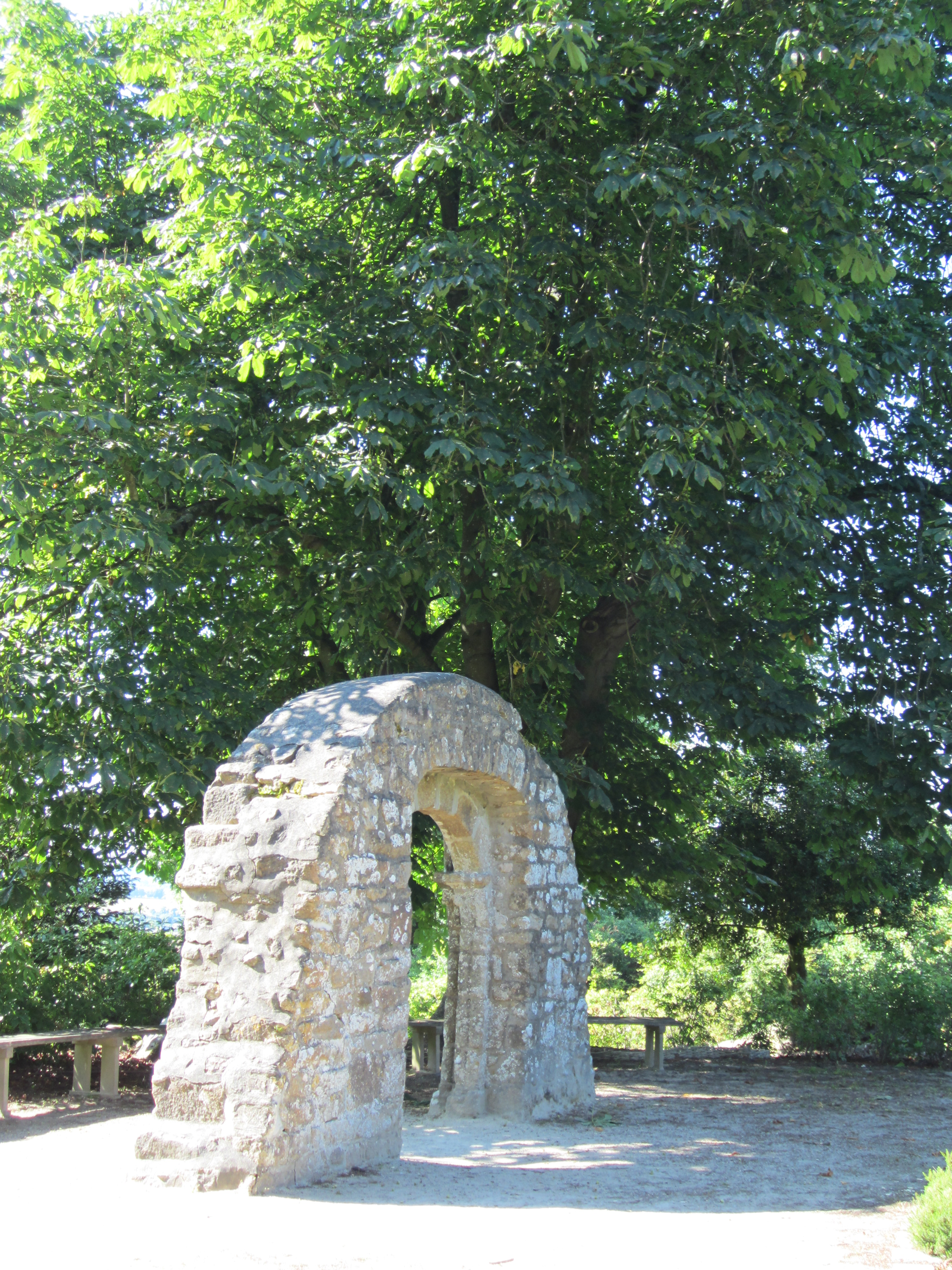
La façade orientale.
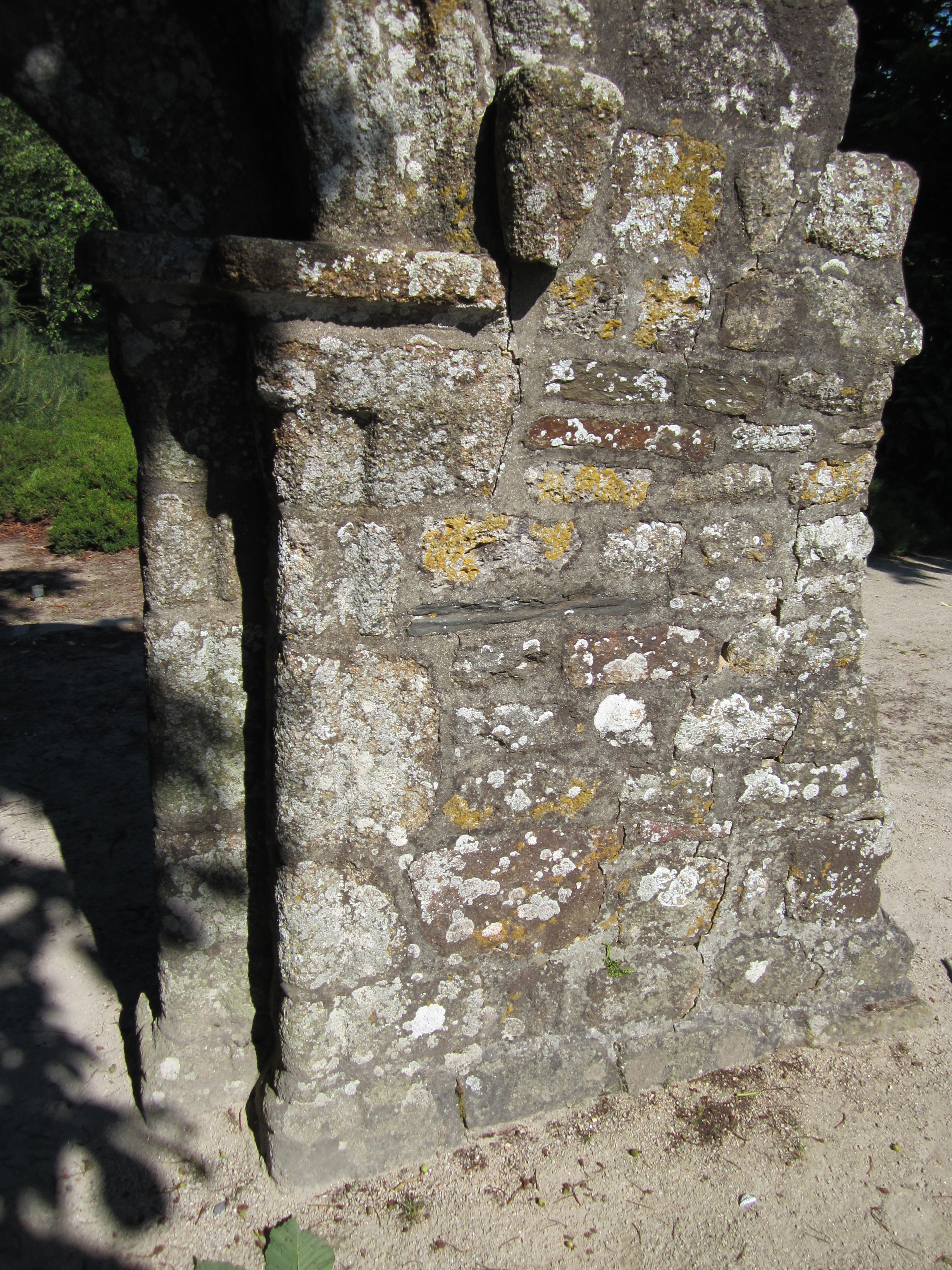
Détail.